# خانه ذبیح‌الله صفی‌زاده
خانه آقای ذبیح‌الله صفی زاده در شهرستان فومن، شهرک ماسوله واقع شده و این اثر در تاریخ ۲۵ اسفند ۱۳۸۰ با شمارهٔ ثبت ۵۳۶۳ به‌عنوان یکی از آثار ملی ایران به ثبت رسیده است.